# Lehnitzsch
Lehnitzsch ist eine Ortslage des Ortsteiles Ehrenberg der Skat- und Residenzstadt Altenburg in Ostthüringen.

## Lage
Das Rundlingsdorf liegt südlich an der Ortsgrenze von Ehrenberg.

## Geschichte
Im Zeitraum 1181 bis 1214 wurde das Dorf erstmals urkundlich erwähnt. Der Ort gehörte zum wettinischen Amt Altenburg, welches ab dem 16. Jahrhundert aufgrund mehrerer Teilungen im Lauf seines Bestehens unter der Hoheit folgender Ernestinischer Herzogtümer stand: Herzogtum Sachsen (1554 bis 1572), Herzogtum Sachsen-Weimar (1572 bis 1603), Herzogtum Sachsen-Altenburg (1603 bis 1672), Herzogtum Sachsen-Gotha-Altenburg (1672 bis 1826). Bei der Neuordnung der Ernestinischen Herzogtümer im Jahr 1826 kam der Ort wiederum zum Herzogtum Sachsen-Altenburg. Nach der Verwaltungsreform im Herzogtum gehörte er bezüglich der Verwaltung zum Ostkreis (bis 1900) bzw. zum Landratsamt Altenburg (ab 1900). Das Dorf gehörte ab 1918 zum Freistaat Sachsen-Altenburg, der 1920 im Land Thüringen aufging. 1922 kam es zum Landkreis Altenburg.
Bereits 1923 fand die Eingemeindung von Lehnitzsch nach Ehrenberg statt. Beide Dörfer entwickelten sich dann gemeinsam. Bei der zweiten Kreisreform in der DDR wurden 1952 die bestehenden Länder aufgelöst und die Landkreise neu zugeschnitten. Somit kam Lehnitzsch als Ortsteil der Gemeinde Ehrenberg mit dem Kreis Altenburg an den Bezirk Leipzig; jener gehörte seit 1990 als Landkreis Altenburg zu Thüringen und ging 1994 im Landkreis Altenburger Land auf. Am 14. Juli 1993 wurde die gesamte Gemeinde Ehrenberg als Ortsteil nach Altenburg eingemeindet.

## Persönlichkeiten
- Melchior Bauer (1733–?), Luftfahrtpionier
- Richard Teichmann (1868–1925), Schachmeister.